# Третя ліга Німеччини з футболу
3-я Ліга (нім. 3. Liga) — третя за рівнем професійна ліга чемпіонату Німеччини, в системі футбольних ліг Німеччини, знаходиться між другою Бундеслігою і Регіональною лігою. Рішення про створення ліги було прийнято Федерацією Футболу Німеччини 8 вересня 2006 року.

## Історія
У січні 2006 року 3-тя ліга була створена шляхом перетворення аматорських ліг Німеччини. Метою реформування регіональних ліг було створення ліги, переможці якої складали б велику конкуренцію у другій Бундеслізі та надання більш ефективної підтримки і розвитку можливостей для талановитих гравців. Створення ліги викликало суперечки, деякі федеральні ліги зажадали права відразу ввійти в 3-ю лігу, інші ж команди протестували. Зрештою клуби дійшли компромісу, при якому в третю лігу прийняли дві найкращі команди з кожної регіональної ліги.
8 вересня 2006 року створення 3-ї ліги було оформлено на надзвичайних зборах федерації футболу Німеччини. У лігу потрапляли 4 гірші команди другої Бундесліги, назвали нову лігу просто: «3-я ліга», так як Німецька футбольна ліга відмовилася від підтримки третьої Бундесліги, тому відповідальність за змагання взяв на себе Футбольний союз Німеччини. 10 квітня 2008 року у 3-ї ліги з'явився свій логотип. У лігу були зараховані клуби, які займали місця з 3-го по 10-те у південній та північній регіональній лізі і до них додали 4 клуби, які зайняли останні місця в другій Бундеслізі в сезоні 2007-2008.
Перша гра 3-ї німецької ліги пройшла 25 липня 2008 року в Ерфурті, де зустрілися  місцевий «Рот-Вайс» та «Динамо, Дрезден», гра транслювалася в прямому ефірі німецького телебачення і завершилась на користь «Динамо» (1:0). Автором першого голу став Халіл Савран .

## Відбір до 3-ї ліги

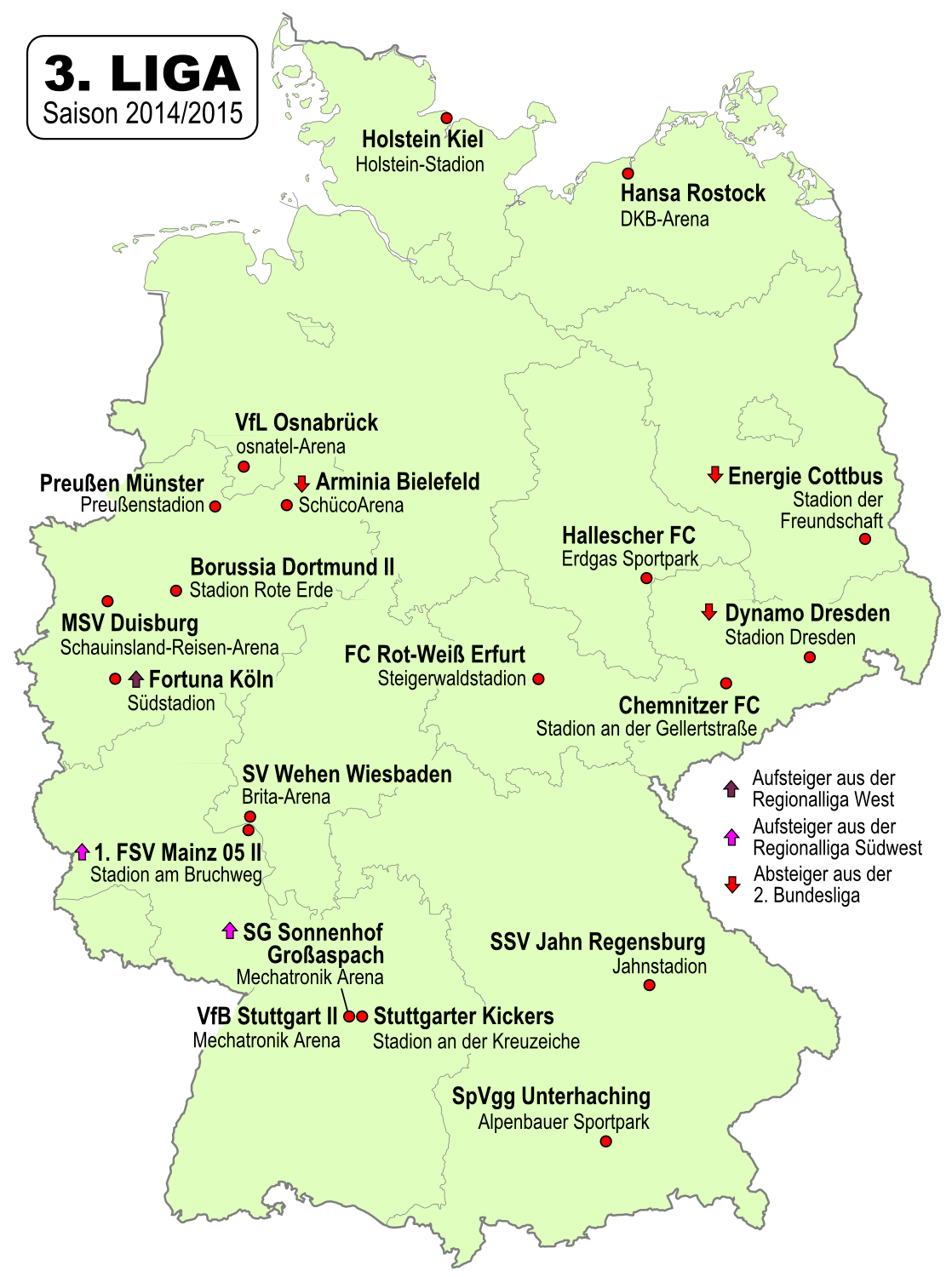
Команди 3 ліги в сезоні 2014/15

Після закінчення сезону 2007-08 Другої Бундесліги 18 травня 2008 4 гірших клуба вибули з Другої Бундесліги. Ці клуби були включені в 3 лігу:
- Кікерс (Оффенбах)
- Ерцгебірге Ауе
- Падерборн 07
- Карл Цейс

Крім цього, після закінчення сезону 2007-08 в Регіональлізі 31 травня 2008, вісім клубів з Регіональліги Північ і вісім клубів з Регіональліги Південь також були включені до складу 3 ліги.
З Регіональліги Північ:
- Фортуна (Дюссельдорф)
- Уніон (Берлін)
- Вердер II
- Вупперталер
- Рот-Вайс (Ерфурт)
- Динамо (Дрезден)
- Кікерс (Емден)
- Айнтрахт (Брауншвейг)

З Регіональліги Південь:
- Штутгарт II
- Аален
- Зандгаузен
- Унтерахінг
- Вакер (Бургхаузен)
- Баварія II
- Ян (Регенсбург)
- Штутгартер Кікерс

## Сезон 2025/26

### Команди-учасниці
Клуби Третьої ліги в сезоні 2025—2026:
| Клуб               | Місто       |
| ------------------ | ----------- |
| Алеманія           | Аахен       |
| Ерцгебірге Ауе     | Ауе         |
| Енергі             | Котбус      |
| Дуйсбург           | Дуйсбург    |
| Гафельзе           | Гарбзен     |
| Рот-Вайс           | Ерфурт      |
| Гоффенгайм 1899 II | Гоффенгайм  |
| Інгольштадт        | Інгольштадт |
| Вікторія (Кельн)   | Кельн       |
| Вальдгоф           | Мангайм     |
| Мюнхен 1860        | Мюнхен      |
| Оснабрюк           | Оснабрюк    |
| Ян (Регенсбург)    | Регенсбург  |
| Ганза              | Росток      |
| Саарбрюкен         | Саарбрюкен  |
| Ганза              | Росток      |
| Швайнфурт 05       | Швайнфурт   |
| Ульм 1846          | Ульм        |
| Веен               | Вісбаден    |
| Ферль              | Ферль       |

## Призери
| Сезон   | Чемпіон               | Друге місце           | Учасник плей-оф   |
| ------- | --------------------- | --------------------- | ----------------- |
| 2008–09 | Уніон (Берлін)        | Фортуна (Дюссельдорф) | Падерборн 07      |
| 2009–10 | Оснабрюк              | Ерцгебірге Ауе        | Інгольштадт 04    |
| 2010–11 | Айнтрахт (Брауншвейг) | Ганза                 | Динамо (Дрезден)  |
| 2011–12 | Зандгаузен            | Аален                 | Ян (Регенсбург)   |
| 2012–13 | Карлсруе              | Армінія (Білефельд)   | Оснабрюк          |
| 2013–14 | Гайденгайм            | РБ Лейпциг            | Дармштадт 98      |
| 2014–15 | Армінія (Білефельд)   | Дуйсбург              | Гольштайн         |
| 2015–16 | Динамо (Дрезден)      | Ерцгебірге Ауе        | Вюрцбургер Кікерс |
| 2016–17 | Дуйсбург              | Гольштайн             | Ян (Регенсбург)   |
| 2017-18 | Магдебург             | Падерборн 07          | Карлсруе          |
| 2018-19 | Оснабрюк              | Карлсруе              | Веен (Вісбаден)   |
| 2019-20 | Вюрцбургер Кікерс     | Айнтрахт (Брауншвейг) | Інгольштадт       |
| 2020-21 | Динамо (Дрезден)      | Ганза (Росток)        | Інгольштадт       |
| 2021-22 | Магдебург             | Айнтрахт (Брауншвейг) | Кайзерслаутерн    |
| 2022-23 | Ельферсберг           | Оснабрюк              | Веен (Вісбаден)   |
| 2023-24 | Ульм 1846             | Пройсен Мюнстер       | Ян (Регенсбург)   |
| 2024-25 | Армінія (Білефельд)   | Динамо (Дрезден)      | Саарбрюкен        |
| 2025-26 |                       |                       |                   |

- Жирним позначено клуби, що підвищились.

## Економіка
На додаток до спортивних результатів клуби також повинні відповідати обов'язковим економічним, технічним і організаційним вимогам. Вони включають в себе факт, що місткість на стадіонах повинна бути більше 10000 глядацьких місць у тому числі 2000 сидячих місць); з цих місць мінімум одна третина  повинна бути накрита дахом. Головні тренери клубів повинні  пройти навчання та отримати ліцензію.